# The Wombats
The Wombats — инди-рок-группа родом из города Ливерпуль, Великобритания. В состав группы входят Мэтью Мерфи (вокал, гитара), Дэн Хаггис (барабаны) и Торд Оверленд-Кнюдсен (бас-гитара).

## История
Участники группы впервые встретились в 2003 году в Ливерпуле и уже скоро начали репетировать вместе. В 2006 году группа выпустила свой первый альбом Girls, Boys and Marsupials, который продавался только в Японии.
В январе 2007 года вышел второй сингл «Moving to New York» в ограниченном тираже. В мае группа выпустила их третий сингл «Backfire at the Disco», а в июле вышел «Kill the Director», достигший 35 номера в чарте UK Singles. Осенью 2007 года вышел сингл «Let’s Dance to Joy Division» и первый альбом, вышедший в Британии (а не в Японии, как это было с первыми двумя), — The Wombats Proudly Present: A Guide to Love, Loss & Desperation, достигший 11 места в UK Albums Chart. После выпуска альбома группа провела европейский тур в его поддержку.
В 2008 году были перевыпущены три сингла — «Backfire at the Disco», «Kill the Director» и «Moving to New York», последний из которых достиг 13 места в UK Singles Chart.
2 октября 2013 года был выпущен сингл «Your Body Is A Weapon», ставший первым треком, из готовящегося, третьего студийного альбома группы.

## Дискография

### Альбомы
- 2006: Girls, Boys and Marsupials (Только в Японии)
- 2007: Go Pop! Pop! Pop! (Только в Японии)
- 2007: The Wombats Proudly Present: A Guide to Love, Loss & Desperation #11 UK, #35 Aus
- 2011: This Modern Glitch
- 2015: Glitterbug
- 2018: Beautiful People Will Ruin Your Life
- 2022: Fix Yourself, Not the World

### Синглы
- 2007: «Kill the Director» UK #48
- 2007: «Let’s Dance to Joy Division» UK #15
- 2007: «Backfire at the Disco» UK #40
- 2007: «Moving To New York» UK #13
- 2008: «Lost in the Post»
- 2008: «Bleeding Love»
- 2008: «Is This Christmas?»
- 2009: «My Circuitboard City»
- 2013: «Your Body Is A Weapon»
- 2016: «Emoticons»

### Синглы с ограниченным тиражом
- 2007: «Lost in the Post»
- 2007: «Moving to New York»

### Мини-альбомы
- 2006: Theme Park EP
- 2008: The Wombats EP (U.S.)
- 2009: My Circuitboard City EP